# Burbage (Wiltshire)
Pour les articles homonymes, voir Burbage.
Burbage est un village et une paroisse civile du Wiltshire, en Angleterre. Il est situé dans l'est du comté, à une dizaine de kilomètres au sud de la ville de Marlborough, dans la région naturelle du Vale of Pewsey. Au recensement de 2011, il comptait 1 772 habitants.

## Étymologie
Le nom du village est attesté sous la forme Burhbece en 961, puis Burbetce dans le Domesday Book, compilé en 1086. Il désigne vraisemblablement un cours d'eau (bece) situé près d'une place forte (burh).